# Liste der portugiesischen Botschafter im Sudan
Die Liste der portugiesischen Botschafter im Sudan listet die Botschafter der Republik Portugal im Sudan auf. Die beiden Länder unterhalten seit 1982 diplomatische Beziehungen.
Eine eigene Botschaft eröffnete Portugal danach nicht, der Sudan gehört zum Amtsbezirk des portugiesischen Botschafters in Ägypten, der sich dazu im Sudan zweitakkreditiert (Stand 2019). Erstmals akkreditierte sich ein portugiesischer Vertreter 1982 in der sudanesischen Hauptstadt Khartum.
In der sudanesischen Hauptstadt Khartum besteht ein portugiesisches Honorarkonsulat.

## Missionschefs
| Name                                             | Bild  | Amtszeit  | Anmerkungen                                                                 |
| Sudan                                            | Sudan | Sudan     | Sudan                                                                       |
| ------------------------------------------------ | ----- | --------- | --------------------------------------------------------------------------- |
| Constantino Ribeiro Vaz                          |       | ab 1982   | Botschafter mit Amtssitz Kairo, am 9. November 1982 in Khartum akkreditiert |
| José Manuel Waddington de Matos Parreira         |       | ab 1984   | Botschafter mit Amtssitz Kairo                                              |
| Francisco António Borges Grainha do Vale         |       | ab 1988   | Botschafter mit Amtssitz Kairo                                              |
| Eduardo Fernando Street Manoel Nunes de Carvalho |       | ab 1993   | Botschafter mit Amtssitz Kairo                                              |
| Manuel Nuno Tavares de Sousa                     |       | ab 1998   | Botschafter mit Amtssitz Kairo                                              |
| Fernando José Rodrigues Machado                  |       | ab 2002   | Botschafter mit Amtssitz Kairo                                              |
| António Carlos Carvalho de Almeida Ribeiro       |       | ab 2007   | Botschafter mit Amtssitz Kairo                                              |
| Aristides Alegre Vieira Gonçalves                |       | ab 2010   | Botschafter mit Amtssitz Kairo                                              |
| António Manuel Moreira Tânger Corrêa             |       | ab 2012   | Botschafter mit Amtssitz Kairo                                              |
| Maria Madalena Lobo Carvalho Fischer             |       | seit 2015 | Botschafterin mit Amtssitz Kairo                                            |